# الجامل
الجامل (به عربی: الجامل) یک روستا در سوریه است که در ناحیه مرکز جرابلس واقع شده‌است. الجامل ۲٬۰۹۱ نفر جمعیت دارد.